# The Rugby Championship 2021
The Rugby Championship 2021 war die neunte Ausgabe des jährlich stattfindenden Rugby-Union-Turniers The Rugby Championship, Nachfolger des seit 1996 bestehenden Wettbewerbs Tri Nations. An sechs Wochenenden zwischen dem 14. August und dem 2. Oktober 2021 wurde der Turniersieger in zwölf Spielen ermittelt. Jede der vier Nationalmannschaften spielte je zweimal gegen die anderen drei Teams. Den Titel errang Neuseeland. Damit verteidigte man den Bledisloe Cup und den Freedom Cup, während sich Australien die Mandela Challenge Plate und die Puma Trophy sicherte.
Angesichts der anhaltenden Einschränkungen im Zusammenhang mit der COVID-19-Pandemie musste der Spielplan angepasst werden. In Südafrika konnten nur zwei Spiele ausgetragen werden, in Argentinien gar keine. Am 3. August erfolgte die erste kurzfristige Anpassung, als der Veranstalter SANZAAR die Termine für die zwei Begegnungen zwischen Australien und Neuseeland tauschte; auch wurde das zweite Spiel von Wellington nach Auckland verlegt. Am 24. August folgte die Ankündigung, dass alle Spiele der Runden 3 bis 6 im australischen Bundesstaat Queensland ausgetragen werden. Grund dafür war eine von der neuseeländischen Regierung verhängte Einreisesperre für mehrere Länder, darunter auch Argentinien und Südafrika. Aufgrund der Ungewissheit über die ursprünglich angesetzten Termine verschoben die Neuseeländer auch ihre Reise nach Australien für das Spiel der zweiten Runde in Perth. Letztlich konnten alle Spiele durchgeführt werden.

## Tabelle
|    | Land        | Spiele | Siege | Unent. | Ndlg. | Spiel- punkte | Diff. | Bonus- punkte | Tabellen- punkte |
| -- | ----------- | ------ | ----- | ------ | ----- | ------------- | ----- | ------------- | ---------------- |
| 1. | Neuseeland  | 6      | 5     | 0      | 1     | 218:104       | + 114 | 5             | 25               |
| 2. | Australien  | 6      | 4     | 0      | 2     | 160:163       | − 3   | 2             | 18               |
| 3. | Südafrika   | 6      | 3     | 0      | 3     | 152:128       | + 24  | 3             | 15               |
| 4. | Argentinien | 6      | 0     | 0      | 6     | 60:195        | − 135 | 0             | 0                |

## Spiele und Ergebnisse

### Erste Runde
| 14. August 2021 19:05 NZST | Neuseeland | 57 : 22         | Australien | Eden Park, Auckland Zuschauer: 25.121 Schiedsrichter: Brendon Pickerill (Neuseeland) |
| 14. August 2021 19:05 NZST | Versuche: Ioane 3. erh. Retallick 23. erh. Savea 32. erh. Taylor (2) 46. erh., 59. n.erh. Reece 53. erh. Jordan 64. erh. Havili 80.+2 erh. Erhöhungen: Moʻunga (5/6) B. Barrett (2/2) Straftritte: McKenzie (1/1) 52. | (21:15) Bericht | Versuche: Kellaway (2) 7. n.erh., 68. erh. McDermott 39. erh. Erhöhungen: Lolesio (2/3) Straftritte: Lolesio (1/1) 30. | Eden Park, Auckland Zuschauer: 25.121 Schiedsrichter: Brendon Pickerill (Neuseeland) |

- Mit diesem Sieg verteidigte Neuseeland den Bledisloe Cup.

| 14. August 2021 17:05 SAST | Südafrika | 32 : 12        | Argentinien                                   | Nelson Mandela Bay Stadium, Port Elizabeth Zuschauer: 0 Schiedsrichter: Andrew Brace (Irland) |
| 14. August 2021 17:05 SAST | Versuche: Reinach 14. erh. Fassi 18. n.erh. Hendrikse 78. n.erh. Erhöhungen: Jantjies (1/2) Straftritte: Jantjies (5/5) 2., 23., 37., 47., 58. | (21:9) Bericht | Straftritte: Sánchez (4/4) 17., 35., 40., 43. | Nelson Mandela Bay Stadium, Port Elizabeth Zuschauer: 0 Schiedsrichter: Andrew Brace (Irland) |

### Zweite Runde
| 21. August 2021 17:05 SAST | Argentinien                                                                         | 10 : 29        | Südafrika | Nelson Mandela Bay Stadium, Port Elizabeth Zuschauer: 0 Schiedsrichter: Karl Dickson (England) |
| 21. August 2021 17:05 SAST | Versuche: Matera 80.+5 erh. Erhöhungen: Sánchez (1/1) Straftritte: Miotti (1/3) 24. | (3:15) Bericht | Versuche: Mapimpi 45. erh. Marx 51. erh. Erhöhungen: Pollard (2/2) Straftritte: Pollard (5/5) 10., 17., 22., 29., 32. | Nelson Mandela Bay Stadium, Port Elizabeth Zuschauer: 0 Schiedsrichter: Karl Dickson (England) |

- Lood de Jager trat zum 50. Mal in einem Test Match für Südafrika an.

| 5. September 2021 14:00 AWST | Australien | 21 : 38        | Neuseeland | Perth Stadium, Perth Zuschauer: 52.724 Schiedsrichter: Damon Murphy (Australien) |
| 5. September 2021 14:00 AWST | Versuche: Fainga’a 49. erh. White 65. erh. Banks 78. erh. Erhöhungen: Lolesio (1/1) Straftritte: Hodge (2/2) 66., 79. | (0:18) Bericht | Versuche: J. Barrett 16. erh. Havili (2) 39. n.erh., 60. n.erh. Jordan 54. n.erh. Lienert-Brown 68. n.erh. Bridge 71. n.erh. Erhöhungen: B. Barrett (1/4) Straftritte: B. Barrett (2/2) 8. 14. | Perth Stadium, Perth Zuschauer: 52.724 Schiedsrichter: Damon Murphy (Australien) |

### Dritte Runde
| 12. September 2021 17:05 AEST | Neuseeland | 39 : 0         | Argentinien | Robina Stadium, Gold Coast Zuschauer: 15.191 Schiedsrichter: Nic Berry (Australien) |
| 12. September 2021 17:05 AEST | Versuche: Ioane 9. erh. Reece 36. n.erh. Papalii 40.+2 erh. Jacobson (2) 45. erh., 69. erh. Erhöhungen: B. Barrett (1/2) J. Barrett (3/3) Straftritte: B. Barrett (1/1) 33. J. Barrett (1/1) 77. | (22:0) Bericht |             | Robina Stadium, Gold Coast Zuschauer: 15.191 Schiedsrichter: Nic Berry (Australien) |

- Mit 90 Test Matches stellte Nicolás Sánchez eine neue Bestmarke für Argentinien auf und überholte damit Agustín Creevy.

| 12. September 2021 20:05 AEST | Südafrika | 26 : 28         | Australien | Robina Stadium, Gold Coast Zuschauer: 15.191 Schiedsrichter: Luke Pearce (England) |
| 12. September 2021 20:05 AEST | Versuche: Mbonambi 27. n.erh. Marx (2) 58. erh., 71. n.erh. Erhöhungen: Pollard (1/2) Straftritte: Pollard (3/5) 5., 11., 45. | (11:19) Bericht | Versuche: Kellaway 16. erh. Erhöhungen: Cooper (1/1) Straftritte: Cooper (7/7) 7., 13., 32., 40., 52., 62., 80.+1 | Robina Stadium, Gold Coast Zuschauer: 15.191 Schiedsrichter: Luke Pearce (England) |

- Allan Alaalatoa und Reece Hodge spielten beide zum 50. Mal in einem Test Match für Australien.

### Vierte Runde
| 18. September 2021 20:05 AEST | Australien | 30 : 17         | Südafrika                                                             | Suncorp Stadium, Brisbane Zuschauer: 40.000 Schiedsrichter: Matthew Carley (England) |
| 18. September 2021 20:05 AEST | Versuche: Ikitau (2) 13. n.erh., 20. erh. Koroibete (2) 61. erh., 67. n.erh. Erhöhungen: Cooper (2/4) Straftritte: Cooper (2/2) 28., 50. | (15:12) Bericht | Versuche: Am 41. n.erh. Straftritte: Pollard (4/4) 17., 26., 31., 37. | Suncorp Stadium, Brisbane Zuschauer: 40.000 Schiedsrichter: Matthew Carley (England) |

- Michael Hooper war zum 60. Mal Kapitän der australischen Mannschaft und übertraf damit die bisherige Bestmarke von George Gregan.
- Australien eroberte die Mandela Challenge Plate zurück.

| 18. September 2021 20:05 AEST | Argentinien                                                                                | 13 : 36        | Neuseeland | Suncorp Stadium, Brisbane Zuschauer: 38.215 Schiedsrichter: Jaco Peyper (Südafrika) |
| 18. September 2021 20:05 AEST | Versuche: Boffelli 52. erh. Erhöhungen: Boffelli (1/1) Straftritte: Boffelli (2/2) 8., 44. | (3:24) Bericht | Versuche: Tuipulotu 5. erh. Perenara 26. erh. Vaa’i (2) 40. erh., 78. erh. Taukei’aho 46. n.erh. Erhöhungen: J. Barrett (4/5) Straftritte: J. Barrett (1/1) 13. | Suncorp Stadium, Brisbane Zuschauer: 38.215 Schiedsrichter: Jaco Peyper (Südafrika) |

- Mit diesem Sieg errang Neuseeland die Führungsposition in der World-Rugby-Weltrangliste.

### Fünfte Runde
| 25. September 2021 17:05 AEST | Neuseeland                                                                                             | 19 : 17         | Südafrika                                                               | North Queensland Stadium, Townsville Zuschauer: 23.184 Schiedsrichter: Luke Pearce (England) |
| 25. September 2021 17:05 AEST | Versuche: Jordan 3. erh. Erhöhungen: J. Barrett (1/1) Straftritte: J. Barrett (4/4) 31., 36., 61., 78. | (13:11) Bericht | Versuche: Nkosi 6. n.erh. Straftritte: Pollard (4/4) 11., 14., 58., 67. | North Queensland Stadium, Townsville Zuschauer: 23.184 Schiedsrichter: Luke Pearce (England) |

- Dies war die 100. Begegnung zwischen den All Blacks und den Springboks.
- Neuseeland verteidigte den Freedom Cup.
- Trevor Nyakane bestritt sein 50. Test Match für Südafrika.

| 25. September 2021 20:05 AEST | Australien | 27 : 8         | Argentinien                                                  | North Queensland Stadium, Townsville Zuschauer: 23.184 Schiedsrichter: Matthew Carley (England) |
| 25. September 2021 20:05 AEST | Versuche: Hodge 5. erh. Kerevi 19. erh. Kellaway 69. erh. Erhöhungen: Cooper (2/2) O’Connor (1/1) Straftritte: Cooper (1/1) 32. O’Connor (1/1) 60. | (17:3) Bericht | Versuche: Montoya 43. n.erh. Straftritte: Boffelli (1/3) 21. | North Queensland Stadium, Townsville Zuschauer: 23.184 Schiedsrichter: Matthew Carley (England) |

- Australien verteidigte die Puma Trophy.

### Sechste Runde
| 2. Oktober 2021 17:05 AEST | Argentinien                                                                                         | 17 : 32        | Australien | Robina Stadium, Gold Coast Zuschauer: 20.441 Schiedsrichter: Jaco Peyper (Südafrika) |
| 2. Oktober 2021 17:05 AEST | Versuche: Gallo (2) 62. erh., 71. erh. Erhöhungen: Boffelli (2/2) Straftritte: Boffelli (1/1) 40.+2 | (3:15) Bericht | Versuche: Fainga’a 26. n.erh. Kellaway (3) 33. erh., 53. erh., 57. n.erh. Kerevi 42. n.erh. Erhöhungen: Cooper (2/5) Straftritte: Cooper (1/1) 10. | Robina Stadium, Gold Coast Zuschauer: 20.441 Schiedsrichter: Jaco Peyper (Südafrika) |

- Erstmals gelangen Australien vier Siege in Folge bei der Rugby Championship.

| 2. Oktober 2021 20:05 AEST | Südafrika | 31 : 29         | Neuseeland | Robina Stadium, Gold Coast Zuschauer: 20.441 Schiedsrichter: Matthew Carley (England) |
| 2. Oktober 2021 20:05 AEST | Versuche: de Allende 5. n.erh. Mapimpi 51. n.erh. Straftritte: Pollard (4/5) 11., 23., 40., 44. Jantjies (2(2) 57., 80.+2 Dropgoals: Jantjies (1/1) 76. | (14:20) Bericht | Versuche: Reece 12. n.erh. Savea 27. erh. Weber 32. n.erh. Erhöhungen: J. Barrett (1/3) Straftritte: J. Barrett (4/4) 8., 66., 75., 78. | Robina Stadium, Gold Coast Zuschauer: 20.441 Schiedsrichter: Matthew Carley (England) |

- Mit diesem Sieg eroberten die Südafrikaner die Führungsposition in der World-Rugby-Weltrangliste zurück, die sie zwei Wochen zuvor an die Neuseeländer verloren hatten.

## Statistik
|   | Name            | Versuche | Land       |
| - | --------------- | -------- | ---------- |
| 1 | Andrew Kellaway | 7        | Australien |
| 2 | David Havili    | 3        | Neuseeland |
| 2 | Will Jordan     | 3        | Neuseeland |
| 2 | Malcolm Marx    | 3        | Südafrika  |
| 2 | Sevu Reece      | 3        | Neuseeland |

|   | Name            | Punkte | Land       |
| - | --------------- | ------ | ---------- |
| 1 | Handré Pollard  | 66     | Südafrika  |
| 2 | Jordie Barrett  | 53     | Neuseeland |
| 3 | Quade Cooper    | 47     | Australien |
| 4 | Andrew Kellaway | 35     | Australien |
| 5 | Elton Jantjies  | 26     | Südafrika  |

Quelle: super.rugby